# Mellicta blachieri
Mellicta blachieri är en fjärilsart som beskrevs av Marcel Caruel 1946. Mellicta blachieri ingår i släktet Mellicta och familjen praktfjärilar. Inga underarter finns listade i Catalogue of Life.